# Upplands runinskrifter 400
Upplands runinskrifter 400 är två runstensfragment från vikingatiden av sandsten funnet 1928 intill Prästgården, Sigtuna och Sigtuna kommun. Ett tredje fragment har förkommit. Fragmenten förvaras i Sigtuna museum.
De två fragmenten är 29x19 respektive 20x33 centimeter stora.

## Inskriften
Translitterering av runraden:
...it... ... ...a ' s... ...ina
Normalisering till runsvenska:
... ... ... ... ...
Översättning till nusvenska:
...